# David Greenspan (réalisateur)
David Greenspan est un réalisateur américain né le 2 novembre 1972 à New York.

## Biographie
David Greenspan, également monteur, se fait connaître dès son premier court métrage, Bean Cake, qui obtient la Palme d'or au Festival de Cannes 2001,.
Après Mall Cop, long métrage sorti en 2005, il se consacre à la réalisation de téléfilms et d'épisodes de séries télévisées, notamment Grey's Anatomy.

## Filmographie

### Courts métrages
- 2001 : Bean Cake
- 2002 : Henro
- 2005 : Grounds Zero

### Long métrage
- 2005 : Mall Cop